# Berliner Lokal-Anzeiger
Berliner Lokal-Anzeiger, var en tysk dagstidning, utgiven i Berlin 1883-1945.
Tidningen grundades av August Scherl. Tidningen utkom med ett morgon- och ett kvällsnummer, saknade bestämd politisk inriktning och vann tack vare låga prenumerationsavgifter, rikliga telegramnyheter och amerikansk journalistteknik en stor läsekrets.